# EZ WINコース
EZ WINコース（イージー ウィンコース）は、KDDI/沖縄セルラー電話が提供するau携帯電話のサービスである。

## 概要
- 月額300円（税抜）にて提供する。
- 他社宛携帯電話へのメール、EZwebを使用するために必要な料金である。
  - ちなみに、スマートフォンの利用に必要なIS NETコースを契約した際に、スマートフォンでの通信利用がまったく無かった場合は、EZ WINコースとして請求される。
- 類似サービスとして、NTTドコモのiモード付加機能使用料、ソフトバンクモバイルのS!ベーシックパックがある。